# Цзыкэтань
Цзыкэтань (кит. 子科滩镇) — посёлок в уезде Синхай Хайнань-Тибетского автономного округа китайской провинции Цинхай. Занимает площадь 3000 квадратных километров, в городе проживает около 10000 человек. Основное занятие жителей — сельское хозяйство.
Цзыкэтань находится в 180 километрах на юго-запад от столицы провинции города Синин и в 1500 километрах к западу от Пекина.
Летом 2009 года в Цзыкэтане зафиксирована вспышка лёгочной чумы, подтверждены 12 случаев заболевания, умерло три человека.